# Hemicnetha
Hemicnetha is een muggenondergeslacht uit de familie van de kriebelmuggen (Simuliidae). De wetenschappelijke naam van het ondergeslacht werd voor het eerst geldig gepubliceerd in 1934 door Günther Enderlein (als geslacht).